# 니오베땃쥐
니오베땃쥐(Crocidura niobe)는 땃쥐과에 속하는 포유류의 일종이다. 부룬디와 콩고민주공화국, 우간다에서 발견되며 에티오피아에서도 서식하는 것으로 추정하고 있다. 자연서식지는 아열대 또는 열대 기후 지역의 습윤 산지 숲이다.